# Het Nieuwsblad
Nieuwsblad (‘diari de notícies') és un diari belga en llengua neerlandesa. Va ser creat el 3 de novembre de 1929 pel diari De Standaard per servir un públic més popular d'empleats catòlics. Des de l'inici fins avui, dona menys espai a la informació política que el diari mare i més a notícies d'esport i esdeveniments locals. Des del 2013 forma part del grup de premsa Mediahuis. El 2022 va escurçar el títol i supprimir l'article «het» i només es diu Nieuwsblad.
El 1939 va absorbir el diari esportiu Sportwereld. El 1940, l'Alemanya nazi va ocupar Bèlgica i va controlar la impremta i crear un diari fidel al règim Het Algemeen Nieuws. Per la guerra (1940-1944) i el període tumultuós de la repressió contra uns redactors que havien col·laborat amb l'ocupant alemany va trigar fins a 1947 que el Nieuwsblad va ressuscitar. El 1957 va absorbir el diari regional d'Anvers Het Handelsblad. El 1959 va absorbir els diaris catòlics locals de la regió de Gant, De Landwacht i De Gentenaar. De Gentenaar va continuar com títol de l'edició de Flandes Oriental, però comparteixen moltes pàgines en comú.
Des de la fi dels anys 1968 el grup de premsa es va emancipar de l'Església catòlica i evolucionar vers un diari d'ideologia democràcia cristiana, tot i no ser un òrgan de partit. L'actitud belgicista de l'episcopat belga en la crisi de Lovaina (1968) va contribuir a la fractura entre la intel·lectualitat flamenca i l'església. La redacció es va modernitzar i es va separar més clarament els articles d'opinió d'articles d'informació. Un programa d'inversió riscós de l'aleshores director Albert De Smaele i la primera crisi del petroli del 1973 va tocar la premsa belga i el grup editorial –entre altres grups de premsa– va fer fallida el 1976. Aleshores Het Nieuwsblad tenia una tirada de 209.580 exemplars, amb 66% de totes les edicions, contra només 19,5% pel diari «de qualitat» De Standaard, era la vaca de diners del grup. Aquest fallida va crear un llarg moviment, alhora a la població i els cercles de grans industrials flamencs, per a mantenir un grup editorial en llengua neerlandesa. L'antic conglomerat va ser escindit en diferents parts (impremta, editorial, diari, xarxa de llibreries…), els redactors van crear una S.A. i amb unes peripècies els diaris del grup van poder continuar.
El 2005 va adoptar per al format tabloide. El 10 de maig de 2008 va absorbir el diari del moviment obrer catòlic Het Volk. Va continuar a patrocinar la popular cursa ciclista Omloop Het Volk que van rebatejar Omloop Het Nieuwsblad.

## UnNieuwsbladde 1605
Ja a la primeria del segle xvii, el 1605, l'editor impressor anversés Abraham Verhoeven (1575-1652) va editar una revista de notícies primerenca Het Nieuwsblad, que va parèixer tots els vuit o nou dies. Es pot considerar com uns dels precursors de diaris quotidians que en aquesta època van sortir arreu a Europa.